# Kniebis-Alexanderschanze
Kniebis-Alexanderschanze ist ein Naturschutzgebiet auf dem Gebiet der baden-württembergischen Stadt Freudenstadt und der Gemeinde Baiersbronn.

## Kenndaten
Das Naturschutzgebiet wurde mit Verordnung des Regierungspräsidiums Karlsruhe vom 18. Dezember 1996 ausgewiesen und hatte ursprünglich eine Größe von rund 190 Hektar. Der Geltungsbereich der Schutzgebietsverordnung wurde 2014 durch § 19 des Nationalparkgesetzes auf die Flächen außerhalb des Nationalparks reduziert, die als Naturschutzgebiet ausgewiesene Fläche ist deshalb nur noch 134,6 Hektar groß.
Es wird unter der Schutzgebietsnummer 2.207 geführt. Der CDDA-Code für das Naturschutzgebiet lautet 164164 und entspricht der WDPA-ID.

## Lage und Beschreibung
Das ursprüngliche Schutzgebiet liegt heute teilweise im Nationalpark Schwarzwald. Es umfasst jetzt im Wesentlichen noch die Freiflächen südlich der Schwarzwaldhochstraße (Bundesstraße 500) sowie die Bereiche am „altbadischen Kniebis“ südlich der Bundesstraße 28. Es liegt im Naturraum 151-Grindenschwarzwald und Enzhöhen innerhalb der naturräumlichen Haupteinheit 15-Schwarzwald und grenzt an das Landschaftsschutzgebiet 2.37.013 Kniebis. Außerdem ist es Teil des rund 36.045 Hektar großen Vogelschutzgebiets Nummer 7415-441 Nordschwarzwald.

## Schutzzweck
Wesentlicher Schutzzweck ist die Erhaltung der extensiv genutzte historischen Kulturlandschaft mit einer Vielfalt an Biotopen wie Rasenbinsen-Heiden mit
Vermoorungen, Bärwurz-Rotschwingel-Wiesen, Naßbrachen sowie Gehölze und Waldränder. Es handelt sich um einen Landschafts- und Naturraum von besonderer Eigenart und Schönheit und Erholungsraum für die Allgemeinheit.
Geschützt werden sollen insbesondere:
- die offenen Borstgrasrasenflächen mit den typischen Pflanzengesellschaften von Boxergras, Sparriger Binse und Pfeifengras-Rasenbinsen-Heiden;
- die Steinriegel als ökologisch und landschaftsästhetisch wertvolle Elemente mit gefährdeten Tierarten, z. B. der Kreuzotter;
- die für Heideflächen typischen Pflanzenarten wie Torfmoose und Wollgras;
- die an das Extremklima angepassten und auf Heideflächen spezialisierten Tierarten wie die Nachtschmetterlinge Pfeifengraseule, Moorpfeifengraseule und verschiedene gefährdete Heuschreckenarten;
- die Erhaltung des Bodendenkmals Alexanderschanze.